# Cornichon

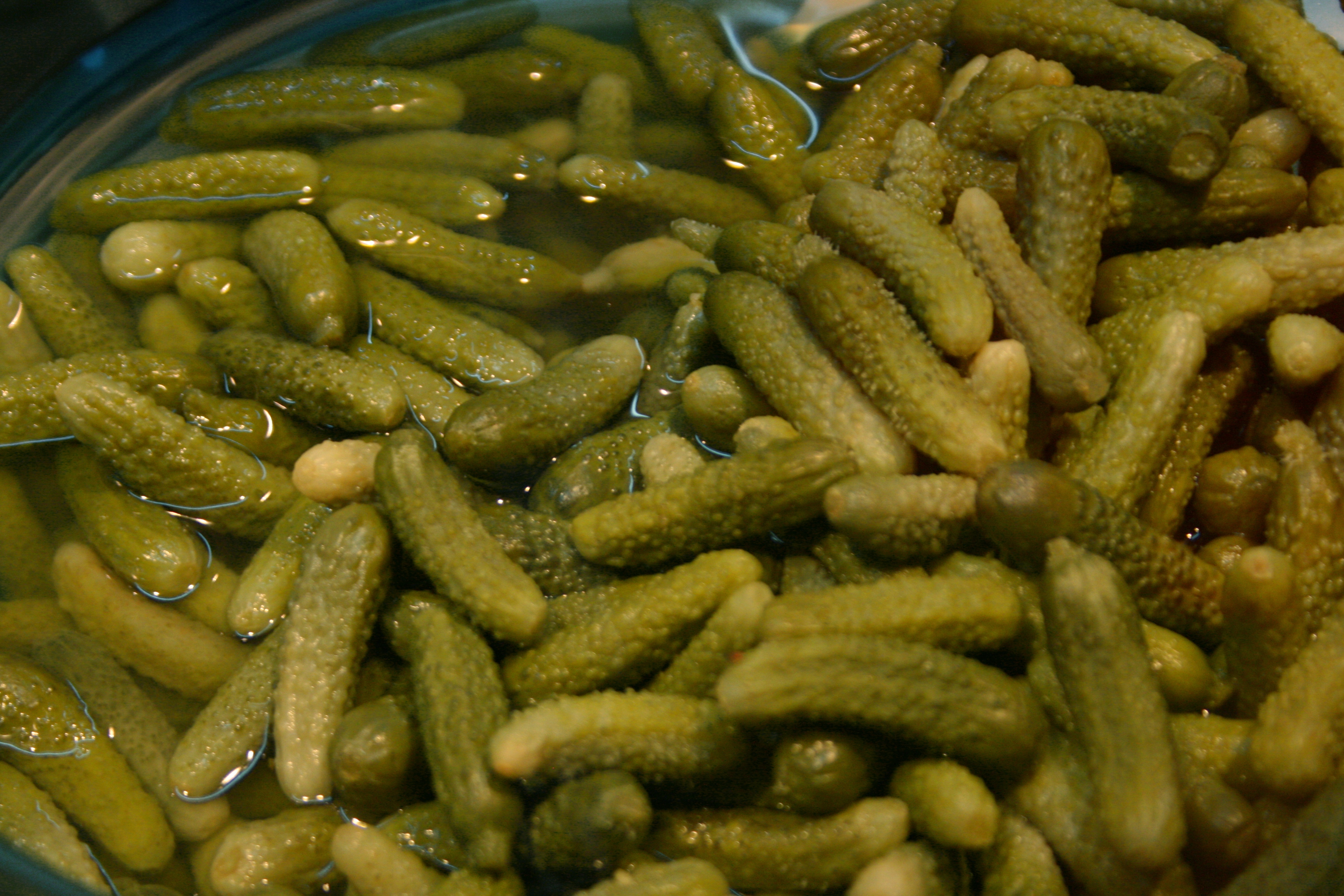
Cornichoner

Cornichon är det franska ordet för inlagd smågurka, på brittisk-engelska kallas inlagd smågurka oftast gherkin, men ordet cornichon används ibland på engelska om den allra minsta typen.
Franska cornichoner är oftast smaksatta med dragon.